# Szihalom (przystanek kolejowy)
Szihalom (węg: Szihalom megállóhely) – przystanek kolejowy w Szihalom przy Szemerei utca, na Węgrzech.

## Linie kolejowe
- Linia kolejowa 80 Budapest – Hatvan - Miskolc - Sátoraljaújhely

| Szihalom                                                                     |  |                                |
| Linia kolejowa 80 Budapest – Hatvan - Miskolc - Sátoraljaújhely (131,000 km) |  |                                |
| Füzesabonyodległość: 6,000 km                                                |  | Mezőkövesd odległość: 7,000 km |